# Ян, Констанция
Констанция Ян (нем. Constanze Jahn; род. 12 января 1963) — немецкая шахматистка, международный мастер среди женщин (1991).

## Биография
В конце 1980-х годов Констанция Ян была одной из ведущих шахматисток в ГДР. В 1991 году в Граце она поделила первое место с Татьяной Лемачко в зональном турнире чемпионата мира по шахматам среди женщин и получила право на участие в межзональном турнире. В 1991 году в Суботице Констанция Ян участвовала в межзональном турнире по шахматам, в котором поделила 22-е — 30-е место.
Дважды выигрывала чемпионаты Германии по быстрым шахматам среди женщин: в 1998 и в 2005 году. В 2001 году Констанция Ян выиграла бронзовую медаль в этом чемпионате. В 1991 году она стала второй на чемпионате Германии по блицу среди женщин.
Представляла сборную Германии на крупнейших командных шахматных турнирах:
- 30-я шахматная олимпиада (1992) в г. Маниле;
- 1-й командный чемпионат Европы по шахматам среди женщин (1992) в г. Дебрецене.

В 1991 году была ФИДЕ удостоена звания международного мастера среди женщин (WIM).

## Изменения рейтинга
| Графики недоступны из-за технических проблем. См. информацию на Фабрикаторе и на mediawiki.org. |